# Pedro Morales (voetballer)
Pedro Andrés Morales (Hualpén, 25 mei 1985) is een Chileens betaald voetballer, die doorgaans speelt als aanvallende middenvelder. In 2014 verruilde hij Málaga CF voor Vancouver Whitecaps. Morales debuteerde in 2007 in het Chileens voetbalelftal.

## Clubcarrière
Morales begon zijn profloopbaan bij CD Huachipato, en stapte in 2007 over naar Universidad de Chile. Morales vertrok daarna naar Europa naar het Kroatische Dinamo Zagreb. Na vier seizoenen in Kroatië, vertrok de Chileen weer naar Universidad de Chile. Málaga CF lijfde hem begin 2013 in voor zes maanden met een mogelijke verlenging van twee jaar. Na drie doelpunten in zeven wedstrijden te hebben gescoord, tekende Morales in juni 2013 een contract van twee jaar met de Spaanse club. In 2014 maakte Morales de overstap naar Vancouver Whitecaps.

## Interlandcarrière
Morales nam met de nationale jeugdselectie deel aan het WK –20 in 2005 in Nederland, waar de ploeg van bondscoach José Sulantay in de achtste finales werd uitgeschakeld door gastland Nederland (3–0).
Morales speelde tussen 2007 en 2010 veertien officiële interlands voor Chili, en scoorde drie keer voor de nationale ploeg. Hij maakte zijn debuut in de vriendschappelijke thuiswedstrijd tegen Cuba (2–0) op 16 mei 2007 in Temuco. Morales ontbrak in de Chileense selectie die deelnam aan het WK 2010.
| Interlanddoelpunten | Interlanddoelpunten | Interlanddoelpunten | Interlanddoelpunten        | Interlanddoelpunten | Interlanddoelpunten | Interlanddoelpunten | Interlanddoelpunten |
| #                   | Datum               | Locatie             | Wedstrijd                  | Goal(s)             | Score               | Uitslag             | Wedstrijd           |
| ------------------- | ------------------- | ------------------- | -------------------------- | ------------------- | ------------------- | ------------------- | ------------------- |
| 1                   | 06/05/2010          | Iquique             | Chili – Trinidad en Tobago | 2'                  | 1 – 0               | 2 – 0               | Oefenduel           |
| 2                   | 09/10/2010          | Abu Dhabi           | VA Emiraten – Chili        | 37'                 | 0 – 2               | 0 – 2               | Oefenduel           |
| 3                   | 12/10/2010          | Masqat              | Oman – Chili               | 21'                 | 0 – 1               | 0 – 1               | Oefenduel           |